# Hängegurtträger

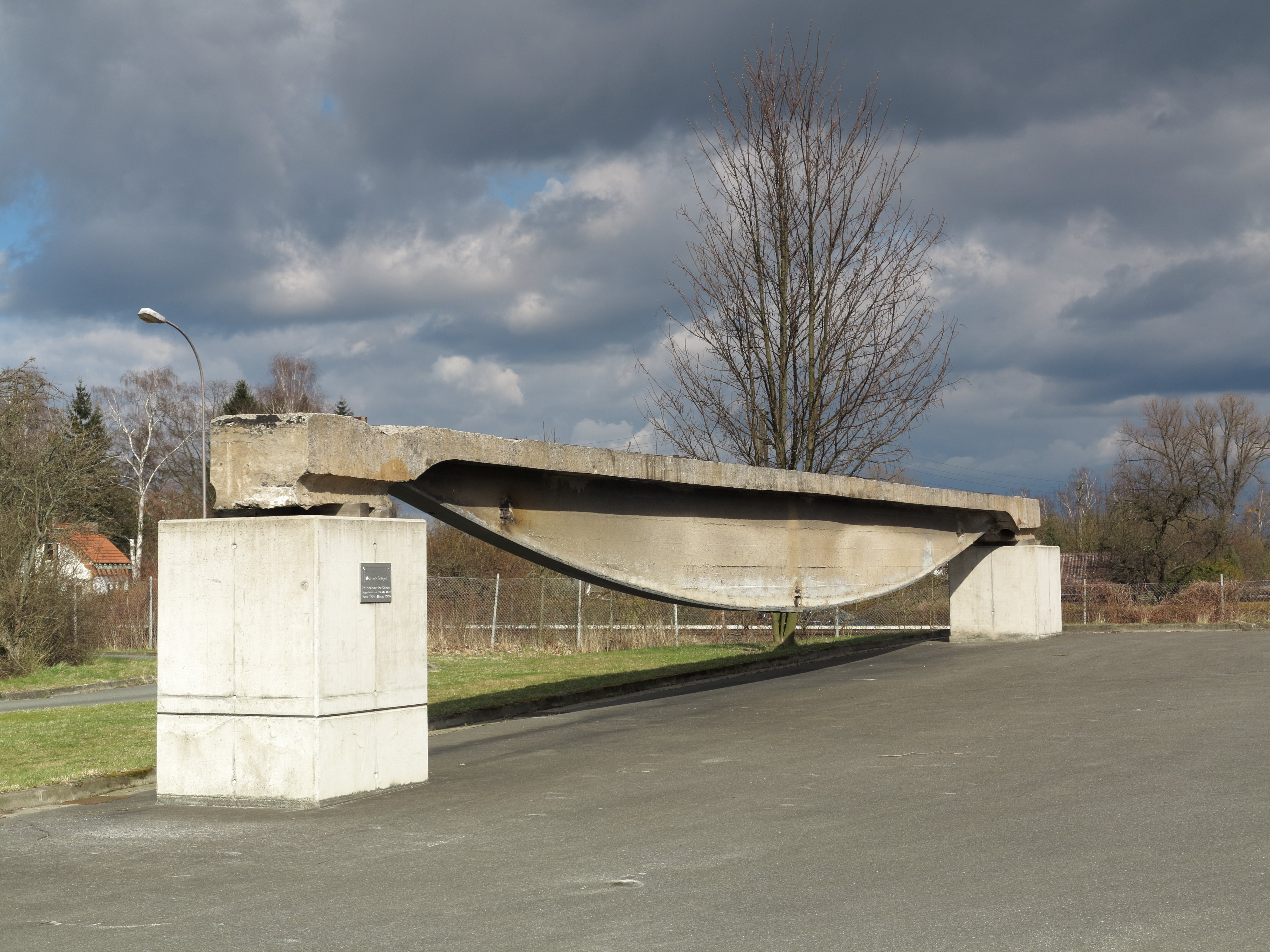
Als Denkmal erhaltener Hängegurtträger der Fallersleber-Tor-Brücke von 1904 in Braunschweig

Als Hängegurtträger, auch verkürzt Gurtträger oder Möller-Träger, wird ein Konstruktionsprinzip bezeichnet, dass ab 1895 von dem Bauingenieur Max Möller entwickelt und zum Patent angemeldet wurde. Es zählt zu den frühesten Versuchen, Verbundkonstruktionen aus Beton und Metall herzustellen. Nach diesem Prinzip konstruierte Brücken an verschiedenen Orten in Deutschland sind bis heute als Möller-Brücken bekannt.

## Geschichte
Ab 1895 begann Möller mit empirischen Untersuchungen zum Verbund von Eisen und Beton. Neben den Versuchsreihen zum Zement-Erdanker begann er auch mit Versuchen zur Ausbildung einer Decken-Construktion, der Gurtträger-Decke. Die Entwicklung entsprang dem Wunsch, die Vorteile beider Materialien miteinander zu kombinieren. Während Beton großen Druckkräften gewachsen ist, die auf der Oberseite eines Trägers wirken, ist Eisen bzw. der zur Verwendung gekommene Flussstahl gut geeignet, die Zugkräfte auf der Unterseite des Trägers aufzunehmen. Die Entwicklung fand vorrangig auf dem Gelände der Bauunternehmung Drenckhahn & Sudhop in Braunschweig auf deren Kosten statt. Im Gegenzug wurden die Brücken später vorrangig von diesem Unternehmen erbaut (bis hinein ins Saarland) und sein Konstruktionsprinzip durch Patent geschützt. In Thüringen und Sachsen übernahm das Leipziger Cementbaugeschäft Rudolf Wolle den Bau von Hängegurtträgerbrücken in Lizenz, und auch die Actien-Gesellschaft für Beton- und Monierbau zeigte Interesse daran.

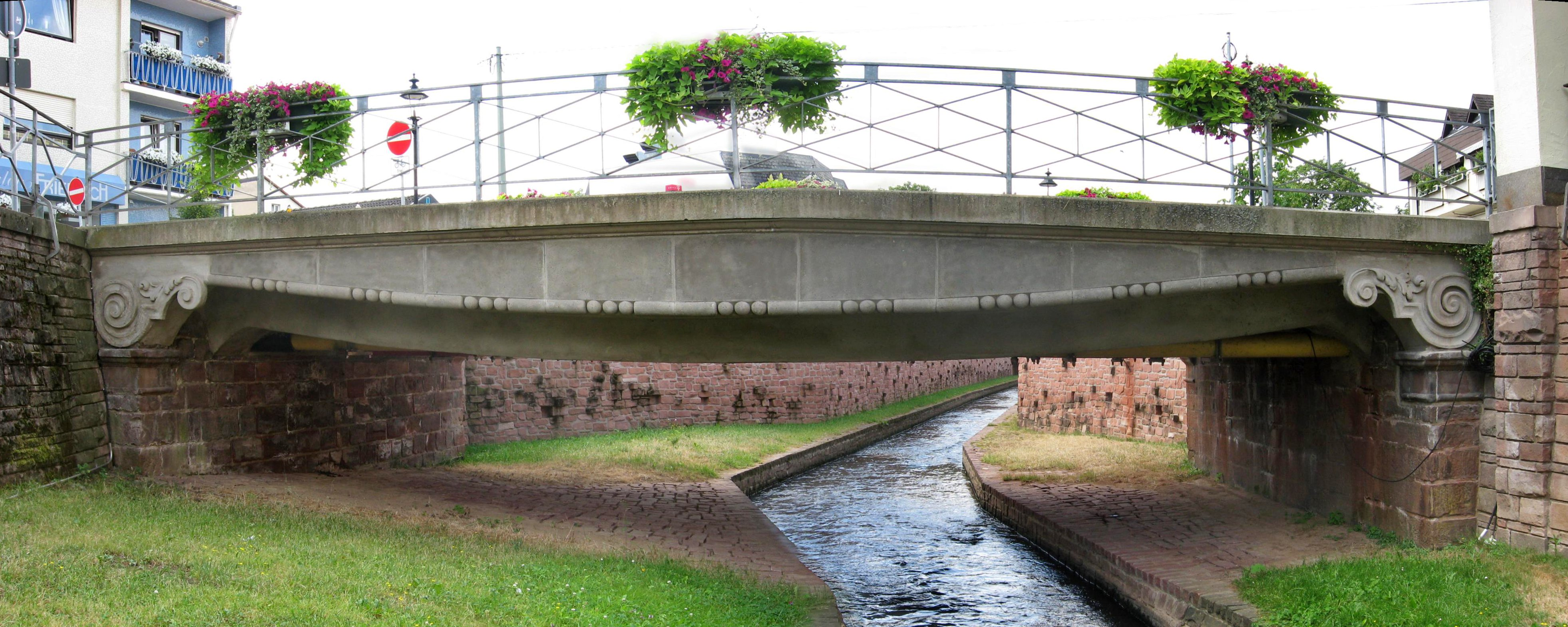
Seffersbachbrücke in Merzig

Bis 1920 wurden über 500 Brücken nach diesem System in Mitteleuropa gebaut, von denen jedoch nur wenige erhalten blieben. Möllers Idee wurde durch die Erfindung der Armierung, die heute allgemein Anwendung findet, überholt. So wurde die Brücke über den Uhlenbach bei Silberhütte erst vor wenigen Jahren durch einen Neubau ersetzt, nachdem kurz zuvor das Geländer erneuert wurde. Auch die baufällige Möller-Brücke in Bernburg-Baalberge soll abgerissen werden. Einige wenige Brücken wurden aufgrund ihrer einst innovativen Konstruktionsweise unter Denkmalschutz gestellt, so die Möller-Brücke in Kämkerhorst bei Calvörde (Sachsen-Anhalt) und die Seffersbachbrücke, die letzte erhaltene Hängegurtbrücke im Saarland.
Im Zuge der notwendig gewordenen Sanierung der beiden Möller-Brücken über den Leipziger Pleißemühlgraben wurde 2003 durch die Universität Leipzig ein Konzept zur Sanierung und Tragfähigkeitsverstärkung mit Hilfe von CFK-Lamellen entwickelt.

## Konstruktion

Konstruktionsbeschreibung der Patentschrift

Möller entwickelte eine Plattenbalken-Konstruktion, die aus Betonträgern in Kombination mit Zugbändern aus Flacheisen an der fischbauchförmigen bzw. parabelförmigen Unterseite bestand. Sie wurden mit Stahlwinkeln im Beton verankert und dann überputzt – sie lagen nicht im Sinne einer Armierung im Beton. Mehrere Träger dieser Art wurden mit der Fahrbahn-Platte zu einem Plattenbalken verbunden. Die Verbindung der einzelnen Gurte wurde über aufgenietete Winkeleisen (Stemmeisen) hergestellt. Die Übertragung der Zugkräfte ins Lager erfolgte in ähnlicher Weise. Die tatsächliche Tragfähigkeit der Konstruktion ließ sich nur schwer berechnen und musste empirisch ermittelt werden. Die Hängegurtträger waren preiswert und schnell auszuführen, die Zugeisen hatten garantiert die richtige Lage und die Schalungsarbeiten waren vergleichsweise einfach. Bei den älteren Bauten fehlte noch eine Querbewehrung, bei den später erbauten kamen meist kleinere Walzprofile zur Anwendung.
Die Hängegurtträger waren damals die wirtschaftlichste Variante für Einfeldträgerbrücken mit 5 bis 20 m Stützweite. So wurde die 11 m lange und 13 m breite Überbrückung des Pleißemühlgrabens binnen zwei Tagen fertiggestellt und war dabei mit 80.000 Mark kostengünstiger als die je 100.000 Mark teuren Brückenvarianten in Eisenkonstruktion. Die Hängegurtträger wurden nicht nur für alle Arten von Brücken, sondern auch als Hängegurtträgerdecken für mehrgeschossige Wohnungs- und Industriebauten verwendet.
Da die Hängegurtträger nur lotrechten Druck ausübten und so die Widerlager nicht mit Seitenschub belasten, konnten diese recht schwach dimensioniert werden, vielfach reichten die vorhandenen Ufermauern aus. Als Bauhöhe war dabei maximal 1/20 der Spannweite notwendig. Deutlich geirrt hat sich Möller bezüglich der Haltbarkeit seiner Brücken. Die Trägergurte sind durch die Bauweise nicht ausreichend korrosionsgeschützt, wie Möller angenommen hatte. Trotz eines wissenschaftlich abgesicherten Sanierungskonzepts wird vielfach jedoch keine Sanierung vorgenommen, da bei Abriss und Neubau der finanzielle Eigenanteil der Gemeinden geringer ausfällt.
Die Bürgersteige waren meist aus Betonfertigteilen gefertigt oder einfach betoniert, Fahrbahnen häufig mit Kleinpflaster belegt. Gelegentlich, wie bei der Magdeburger Reyherbrücke, wurden die Bordsteinkanten mit gusseisernen Formstücken eingefasst. Die Brückengeländer wurden nach den Wünschen des Auftraggebers angefertigt, die Bauunternehmung Drenckhahn & Sudhop bot von der einfachsten, aus handelsüblichen Gasrohren zusammengesetzten Variante für 500 Mark über gegossene Brüstungs-Elemente bis hin zur aufwendigen schmiedeeisernen Ausführung für 2.500 Mark verschiedene Optionen an. Die Brücken kamen meist ohne größere Verzierungen aus, einzelne Brücken (z. B. die Reyherbrücke) waren jedoch auch mit Ornamenten verziert.

### Konstruktionsbeschreibung

Abb. 1

Abb. 2

Möller beschrieb seine Konstruktion in der Zeitschrift für Bauwesen wie folgt:

„Das Bestreben alles Eisen der Tragconstruction in einen einzigen auf Zug beanspruchten Untergurt zusammen zu drängen, veranlaßte die Wahl der in den Abb. 1 u. 2 dargestellten Trägerdecke. Die oberen Gurtungen einer Reihe von Fischbauch-Trägern bilden eine zusammenhängende Tafel. Um an Tragvermögen zu gewinnen, läßt man die gebogenen Zuggurte, die aus Flacheisen bestehen, nach unten so weit durchhängen, wie die örtlichen Verhältnisse es gestatten. Der Zwischenraum zwischen dem Flacheisen und der als Druckgurtung dienenden Tafel jeder Decke ist bei Spannweiten bis etwa 16 m mit Beton, bei Brücken größeren Spannweite mit einem Gitterwerk auszufüllen. Dieser Steg nimmt als Wand eines Fischbauch-Trägers nur verhältnismäßig kleine Kräfte auf. Bei gleichmäßig vertheilter Last dient der Steg nur als Füllung und zur Übertragung des senkrechten Druckes“

Abb. 3

Abb. 4

„Bei einseitiger Belastung treten die schräge verlaufenden Druckkräfte D auf. Die Querwinkel sind nur bei Construktionen von mehr als 5 in Spannweite verwandt. Herr Koenen, Director der Actien-Gesellschaft für Beton und Monier-Bauten, hat vorgeschlagen, an jene Winkel W bei größeren Ausführungen noch senkrechte Zuganker Z (vgl. Text-Abb. 2) zu heften, die durch Splinte S in der Betondecke zu befestigen sind. Es sei hier aber hinzugefügt, daß, wenn obige kleinen Querwinkel W auch ganz fehlen und wenn ferner zwischen Beton und Eisen das Haftvermögen einmal gestört sein sollte, darum der Träger doch noch nicht einer Zerstörung anbei fällt. Alsdann wird der waagerechte Schub der Diagonalkraft D durch die Druckkräfte d auf die am Auflager vorhandene Verankerung hinüber geleitet. Die Gurteisen sind in ihren Buden in der oberen massiven Decke derart durch Querwinkel verankert, daß sie ihre Zugspannung dort auf die den Druckgurt bildende Tafel abgeben. Hinsichtlich des erzielten Sicherheits-Grades ist hier bisher zu weit gegangen, indem die Haftfähigkeit des Kissens am Beton bei der Berechnung nicht mit berücksichtigt wurde.“

„Vorzüge der Gurtträger-Decken: Der Aufwand an Eisen beschrankt sich auf einen Kleinstwerth. Die Gurtträger-Decke zeigt bei einem eintretenden Wärmewechsel nur so viel Längenbewegung, wie einer Formveränderung der massiven Decke entspricht. Bei steigender Wärme übt das Bisen keinen Schub gegen die Umfassungsmauern aus, es biegt sich mir nach unten etwas durch. Das Eisen bleibt bei einem Brande lange kühl, da es auf der einen Seite an dem massiven Betonsteg anliegt und von unten unter Benutzung einer Drahtnetz-Umhüllung verputzt ist. Die Unterzüge liegen in derselben Ebene, die für die Querträger ausgenutzt ist; es wird also an Constructionshöhe gespart (Abb. 1). Die Querträger werden mit einbetoniert und dadurch dem Angriff der Flammen entzogen. Da die Stege aus Beton bestehen, können quer zu den Gurten I-Träger von größeren Abmessungen bequem eingebaut werden, um Einzellasten auf mehrere Gurte zu verteilen. Die bequeme Herstellung verlangte, daß die Gurte G1 und G2 (vgl. den Grundriß Abb. 4) getrennt auf den Unterzug verlegt wurden. Sie sind durch fünf- bis zehnmalige Umwicklung zweier Querwinkel der beiden Gurte mittels 4 bis 5 mm starken Drahtes unter einander vereinigt (vgl. den also gebildeten Ring R). Wie jede massive Decke sind diese Beton-Decken auch ganz sicher gegen das Durchschlagen von Feuer und Rauch von oben nach unten und auch verhältnismäßig sicher gegen ein von unten nach oben wirkendes Feuer.“

## Belastungsproben
Möller führte vor jeder Brückenabnahme stets Probebelastungen durch. Die Brücken wurden dabei bis zur vorgesehenen Tragfähigkeit belastet, teils auch darüber hinaus, meist unter Nutzung von Dampfwalzen zur Lastaufbringung. Zur damaligen Zeit ungewöhnlich, führte er auch umfangreiche Experimente zur Verbesserung und Prüfung seiner Konstruktion aus. Mangels staatlicher Unterstützung arbeitete er dabei eng mit den Bauunternehmungen Drenckhahn & Sudhop in Braunschweig und Cementbaugeschäft Rud. Wolle in Leipzig zusammen.
In einem Übergabeprotokoll des herzoglich anhaltischen Kreisdirektors zu Ballenstedt hieß es:

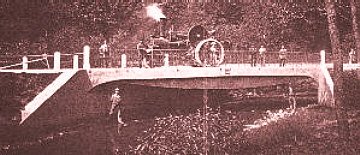
Brücke über die Selke bei Alexisbad, Probebelastung mit einer 20 t schweren Dampfwalze

„Nachdem an Ort und Stelle die Brücke eingehend besichtigt, wurde eine im Besitze des Maschinenfabrikanten Friedrich Dehne zu Halberstadt befindliche 20.000 kg schwere Dampfstrassenwalze über die Brücke hinweggeführt. Die bei dieser Belastung sich zeigende Schwankung resp. Durchbiegung der Brücke wurde in der, in der Anlage angeführten Weise controlliert. Die Hinwegführung der Dampfstrassenwalze über die Brücke wurde in zweierlei Weise vorgenommen, und zwar zuerst in der Weise, dass die Walze im langsamen Tempo auf die Mitte der Brücke geführt wurde und auf verschiedenen Stellen der Brücke längere Zeit hielt. Sodann fuhr die Walze mit der ihr möglichen grössten Schnelligkeit über die Brücke zu wiederholten Malen. Das Resultat der Durchbiegung der Brücke war das, dass eine Durchbiegung an der unter der Brücke angebrachten Vorrichtung für das Auge des Betrachters überhaupt nicht sichtbar war. Die Vorrichtung zeigte eine solche von ungefähr 0,4 Millimeter. Die Belastungsprobe übertraf demgemäss alle Erwartungen …“

Von der 1900 erfolgten Probebelastung der Reyherbrücke in Magdeburg ist überliefert, dass sie nicht völlig komplikationslos ablief. Am Vortag der Prüfung war auf die Fahrbahn eine 40 cm starke Kiesschicht aufgebracht worden. Auf den Gehwegen war die Kiesschicht 32 cm mächtig. In der Nacht regnete es stark, so dass die Belastung durch Kiesauflage und Niederschlagswasser bereits etwa 1,8 t betrug. Berechnet war die Brücke nur für 500 bzw. 400 kg/m², mitsamt Dampfwalze ergab sich durch das Wasser jedoch eine Belastung von 720 kg/m² für die Fahrbahn und 580 für die Bürgersteige. 24 Stunden nach Aufbringung der Last wurde die Brücke besichtigt.
Die Konstruktion zeigte nur an den Auflegern kleine Risse, die bei der hohen Last auch zu Erwarten gewesen waren und sich nach Beseitigung der Auflast wieder fast völlig schlossen. Die Brückendurchbiegung erwies sich als elastisch genug und die Brücke hatte trotz Überlastung die Belastungsprobe bestanden. Allerdings stürzte die Brücke bei der Sanierung 1994 ein, in der Folge wurde sie in moderner Bauweise, jedoch unter Nachbildung der originalen Form wiederaufgebaut.